# Copancara
Copancara (auch Centro Copancara) ist eine Ortschaft im Departamento La Paz im südamerikanischen Anden-Staat Bolivien.

## Lage im Nahraum
Copancara ist zentraler Ort des Cantón Copancara im Municipio Huarina in der Provinz Omasuyos und liegt auf einer Höhe von 3839 m sieben Kilometer nordwestlich der Stadt Batallas am Ufer des Titicacasees. Südöstlich von Copancara erstreckt sich die weite Ebene des bolivianischen Hochlandes bis über El Alto und La Paz hinaus, dreißig Kilometer östlich von Copancara verläuft der Gebirgsriegel der Cordillera Muñecas, die hier mit dem Huayna Potosí auf über 6000 m ansteigt.

## Geographie
Copancara liegt auf dem bolivianischen Altiplano zwischen den Anden-Gebirgsketten der Cordillera Occidental im Westen und der Cordillera Central im Osten. Die Region weist ein ausgeprägtes Tageszeitenklima auf, bei dem die mittleren Temperaturschwankungen im Tagesverlauf deutlicher ausfallen als im Jahresablauf.
Die mittlere Durchschnittstemperatur der Region liegt bei 9 °C, die mittleren Monatswerte schwanken nur unwesentlich zwischen 6 °C im Juli und 10 °C im November und Dezember (siehe Klimadiagramm Batallas). Der Jahresniederschlag beträgt etwa 600 mm, die Monatsniederschläge liegen zwischen unter 15 mm in den Monaten Juni bis August und zwischen 100 und 120 mm von Dezember bis Februar.

## Verkehrsnetz
Copancara liegt in einer Entfernung von 68 Straßenkilometern nordöstlich von La Paz, der Hauptstadt des Departamentos.
Von La Paz aus führt die asphaltierte Nationalstraße Ruta 2 in westlicher Richtung nach El Alto und weiter in nordwestlicher Richtung über Villa Vilaque und Palcoco nach Batallas. Von hier aus führt die Ruta 2 weiter über Copancara nach Copacabana am Titicacasee, bei Huarina zweigt die Ruta 16 nach Norden ab, die entlang der peruanischen Grenze bis ins bolivianische Tiefland führt.

## Bevölkerung
Die Einwohnerzahl der Ortschaft ist in den vergangenen beiden Jahrzehnten deutlich zurückgegangen:
| Jahr | Einwohner | Quelle       |
| ---- | --------- | ------------ |
| 1992 | 552       | Volkszählung |
| 2001 | 535       | Volkszählung |
| 2012 | 183       | Volkszählung |
| 2024 |           | Volkszählung |

Die Region weist einen hohen Anteil an Aymara-Bevölkerung auf, im Municipio Achacachi – zu dem die Region Copancara bis Juli 2005 gehört hat – sprechen 94,1 Prozent der Bevölkerung Aymara.